# アルテミス北海道
アルテミス北海道（アルテミスほっかいどう、Artemis Hokkaido）は、北海道札幌市を本拠地とする女子バレーボールチームである。2025-26シーズンは、V.LEAGUE WOMENに所属。

## 概要
日本ルクソールシステムが母体となって設立された一般社団法人北海道レディーススポーツクラブが運営。2020年末に設立。2021年4月より始動。2023-24シーズンよりV.LEAGUE参入。
ホームタウンは北海道札幌市。また、北広島市がサブホームタウンである。
「アルテミス」とはギリシャ神話の女神であり、アルテミスの狩猟の如く相手チームに勝利して欲しいという気持ちが込められている。チームマスコットは雌のエゾシカの「ルナ」である。

## 歴史
ヴォレアス北海道とBリーグに所属するレバンガ北海道をスポンサードする日本ルクソールシステム株式会社に所属する工藤浩が、2020年9月にV.LEAGUE入りに向けた女子バレーボールチーム設立を決断。サフィルヴァ北海道（現・北海道イエロースターズ）に当時所属していた息子の工藤泰我から女子のバレーボール環境が整っていない事をよく聞いていたのが決断に繋がった。
2020年12月23日、チーム設立を発表。監督に旭川市出身でアトランタ・アテネ五輪日本代表の成田郁久美、総監督に登別市出身でバルセロナ五輪日本代表の成田貴志がそれぞれ就任。工藤浩が代表に就任した。チームのコンセプトとして、北海道出身の選手を優先、北海道の大学との提携、出産後も競技を続けられるための取り組みなど9項目が挙げられた。
また、同日、スポーツフィールドと「デュアルキャリア」確立のための就労支援に関する業務提携が結ばれた。
2021年1月21日、チームのマスコットキャラクターが発表され、同時に名前が募集された。名前は後に「ルナ」と命名された。
2021年2月1日、「個人向けファンクラブ」と「企業・事業主向けサポーターズクラブ」の開設が発表された。
2021年2月21日、北広島市総合体育館で第1回セレクション（トライアウト）が実施された。セレクションには道内外から17歳から32歳まで幅広い年齢層の選手19名が参加し、監督・スタッフ、道内の高校・大学指導者らが見守る中、体力測定とセレクションマッチ、面接が行われた。同時にチームスタッフのセレクションも実施され、アナリスト・マネージャー・ジュニアコーチらの候補者4名がこれに参加した。監督の成田は、良いアタッカーもいたと手応えを表し、戦えるチームを作りたいと意気込んだ。
2021年3月8日、第1回セレクションの合格者13名が発表された。
2021年6月26日、札幌市内で会見が開かれ、新入団選手とオフィシャルスポンサーおよびオフィシャルサプライヤーが発表。スクアドラによる金色と黒色を基調としたフレンチスリーブの新ユニフォームがお披露目された。新入団選手は第2回セレクションに参加・合格した3人と、Vリーグ経験者である小室祐里（元GSS東京サンビームズ）、奥山優奈（元NECレッドロケッツ）の2人の計5人。また、第1回セレクションに合格していた4名が学業などの関係で退団することも明らかになった。
2021年7月25日、同年10月に開催される三重とこわか国体の成年北海道代表を決する北海道ブロック予選が千歳スポーツセンターで行われ、北翔大学、東海大学札幌校舎、アルテミス北海道の3チームが参加。アルテミス北海道はチーム結成後、初の公式戦となる今大会で他2チームにストレートの勝利を収め、国体本戦への出場を決めた。
2022年4月、北広島市とのサブホームタウンパートナー協定が調印された。
2022年10月12日、V.LEAGUEのS3ライセンス取得が決定したと発表された。それにより、2023-24シーズンのV.LEAGUE参入が内定した。
2023年6月、アルテミス北海道の男子チームが創設された。
2023-24シーズン、V3女子で、11勝4敗の成績で準優勝を果たした。2024年3月12日、成田郁久美監督らスタッフ5人と選手6人が当シーズン限りで退団すると発表され、3月21日には9選手の退団が発表された。これにより、2023-24シーズンに所属した全15選手が退団となった。
なおアルテミス北海道は、2024-25シーズンのVリーグ再編に伴うライセンス更新の際、将来のSVリーグ加入を目指すための「SVリーグ準加盟」に認定されたうえでのVライセンスを取得したばかりだった。今後新監督の交渉を進めており内諾を得たうえで4月中に発表する予定だが、リーグ戦参加時には14人以上の登録（うち、ベンチ入り12人以上）が必要となるため、すでに4人の入部が内定していたが、今後リーグ規定で1チーム3人まで認められている大学生在学者登録を含めた移籍・新加入選手のトライアウト（入部テスト）を行う予定としている。クラブ運営会社の代表理事・工藤浩は「資金面など身の丈にあったチーム作りを目指すフロントと、成田監督が思い描く支出のある運営はチーム存続に関わると判断し、契約継続を断念した」と説明している。
2024年4月、春日部共栄高女子バレーボール部前監督の吉田篤弘が新監督に就任。
2024年9月、承認を受けていた準加盟クラブからの脱退を一般社団法人SVリーグに申し入れ、承認された。代表理事の工藤は「シーズン中にあると聞いていたSVリーグ加盟チームとの交流戦がかなわなくなり、その分の集客が見込めず、経験値も積めなくなった。準加盟クラブの年間登録料を支払う価値が見いだせなくなった」と、準加盟離脱を説明している。
2025年6月5日、株式会社Wizを新しくオーナー企業に迎え、一般社団法人アルテミス北海道から事業譲渡を受けて株式会社アルテミス北海道を設立の上運営移管されることが発表された。なお、WizはBリーグに加盟する鹿児島レブナイズも保有しており、日本初となるバスケットボールとバレーボール両方のプロクラブを保有する企業となった。チームの新体制として、前年コーチを務めた青島賢司がヘッドコーチに就任した。

## 成績

### 主な成績
V.LEAGUE DIVISION3 WOMEN
- 優勝 なし
- 準優勝 1回（2023-24）

### 年度別成績

#### V.LEAGUE (2018-2024)
| 所属      | 年度    | 最終 順位 | 参加 チーム数 | レギュラーラウンド | レギュラーラウンド | レギュラーラウンド | レギュラーラウンド | ポストシーズン | ポストシーズン | ポストシーズン |
| 所属      | 年度    | 最終 順位 | 参加 チーム数 | 順位               | 試合               | 勝                 | 敗                 | 試合           | 勝             | 敗             |
| --------- | ------- | --------- | ------------- | ------------------ | ------------------ | ------------------ | ------------------ | -------------- | -------------- | -------------- |
| DIVISION3 | 2023-24 | 準優勝    | 4チーム       | 2位                | 15                 | 11                 | 4                  | -              | -              | -              |

#### SV.LEAGUE / V.LEAGUE
| 所属     | 年度    | 最終 順位 | 参加 チーム数 | レギュラーラウンド | レギュラーラウンド | レギュラーラウンド | レギュラーラウンド | ポストシーズン | ポストシーズン | ポストシーズン | 備考 |
| 所属     | 年度    | 最終 順位 | 参加 チーム数 | 順位               | 試合               | 勝                 | 敗                 | 試合           | 勝             | 敗             | 備考 |
| -------- | ------- | --------- | ------------- | ------------------ | ------------------ | ------------------ | ------------------ | -------------- | -------------- | -------------- | ---- |
| V.LEAGUE | 2024-25 | 11位      | 11チーム      | 11位               | 28                 | 0                  | 28                 | -              | -              | -              |      |

## 選手・スタッフ(2025-26)

### 選手
| 背番号                                                                        | 名前       | シャツネーム | 生年月日（年齢）       | 身長 | 国籍 | Pos   | 在籍年  | 前所属                 | 備考         |
| ----------------------------------------------------------------------------- | ---------- | ------------ | ---------------------- | ---- | ---- | ----- | ------- | ---------------------- | ------------ |
| 1                                                                             | 杉浦文香   | AYAKA        | 1998年7月31日（26歳）  | 172  | 日本 | MB    | 2025年- | リガーレ仙台           | 移籍加入     |
| 2                                                                             | 杉浦由奈   | YUKINA       | 2001年9月13日（23歳）  | 165  | 日本 | S     | 2025年- | ビオーレ名古屋         | 移籍加入     |
| 3                                                                             | 小西朱莉   | KONISHI      | 2006年9月10日（18歳）  | 178  | 日本 | MB    | 2025年- | 北海道栄高校           | 新人         |
| 6                                                                             | 杉山由奈   |              | 2003年7月10日（22歳）  |      | 日本 | MB    | 2025年- | 旭川市立大学（在学中） | 新加入       |
| 7                                                                             | 加納未梨   | MIRI         | 2003年8月29日（21歳）  | 172  | 日本 | OH    | 2024年- | 北翔大学（在学中）     | 特別指定選手 |
| 9                                                                             | 野口茜     | AKANE        | 2002年11月29日（22歳） | 172  | 日本 | OH    | 2024年- | 北海道教育大学岩見沢校 |              |
| 10                                                                            | 渡邉優     | WATANABE     | 1996年5月8日（29歳）   | 171  | 日本 | OH    | 2024年- | リガーレ仙台           |              |
| 11                                                                            | 熊谷真玲   | MAREI        | 2005年3月30日（20歳）  | 174  | 日本 | OH    | 2024年- | 北海道教育大学岩見沢校 |              |
| 12                                                                            | 工藤綾乃   | AYANO        | 1998年6月24日（27歳）  | 152  | 日本 | L     | 2024年- | GSS東京                |              |
| 13                                                                            | 久保花音   | KANON        | 2005年9月23日（19歳）  | 163  | 日本 | OH/L  | 2024年- | クラーク記念国際高校   |              |
| 14                                                                            | 山田菜那光 | NANAMI       | 2002年2月14日（23歳）  | 172  | 日本 | OH/OP | 2024年- | 旭川市立大学           | 副キャプテン |
| 15                                                                            | 宮木佳音   | M.KANON      | 2002年10月22日（22歳） | 152  | 日本 | L     | 2025年- | SMWC (en)              | 新人         |
| 17                                                                            | 丸山桐果   | KIRIKA       | 2005年12月28日（19歳） | 173  | 日本 | OH    | 2024年- | 小樽双葉高校           |              |
| 18                                                                            | 篠原ほのか | HONOKA       | 2006年3月12日（19歳）  | 168  | 日本 | S/OP  | 2024年- | 昭和学院高校           |              |
| 19                                                                            | 長尾のどか | NAGAO        | 1998年5月13日（27歳）  | 163  | 日本 | S     | 2025年- | カノア                 | 移籍加入     |
| 20                                                                            | 古林奏奈依 | KANAE        | 2002年5月31日（23歳）  | 160  | 日本 | S/L   | 2024年- | 國學院栃木高校         |              |
| 21                                                                            | 岩見花     | HANA         | 2001年10月5日（23歳）  | 160  | 日本 | OH/OP | 2024年- | 札幌大学               | キャプテン   |
| 22                                                                            | 鳥本香琳   | KARIN        | 2002年12月9日（22歳）  | 163  | 日本 | L/OH  | 2025年- | 松蔭大学               | 新人         |
| 23                                                                            | 榎園紗和   |              | 2002年7月2日（23歳）   |      | 日本 | L     | 2025年- | 京都橘大学             | 新人         |
| 25                                                                            | 柴田理奈   | RINA         | 2000年8月1日（24歳）   | 178  | 日本 | MB    | 2024年- | 星槎道都大学           |              |
| 27                                                                            | 高橋鈴     | SUZU         | 2004年9月14日（20歳）  | 158  | 日本 | S     | 2024年- | 札幌山の手高校         |              |
| 出典：チーム新体制発表 チーム公式サイト Vリーグ公式サイト 更新：2025年6月11日 |            |              |                        |      |      |       |         |                        |              |

### スタッフ
| 役職                                                                          | 名前       | 備考 |
| ----------------------------------------------------------------------------- | ---------- | ---- |
| ヘッドコーチ                                                                  | 青島賢司   |      |
| アシスタントコーチ                                                            | 工藤泰我   | 新任 |
| アシスタントコーチ                                                            | 笠原佑斗   | 新任 |
| アシスタントコーチ                                                            | 酒井彩花   | 新任 |
| アシスタントコーチ                                                            | 八尾圭一郎 | 新任 |
| マネージャー                                                                  | 石本夏那実 |      |
| アンバサダー                                                                  | 櫻井愛来   |      |
| 出典：チーム新体制発表 チーム公式サイト Vリーグ公式サイト 更新：2025年6月11日 |            |      |

## 在籍していた主な選手
- 奥山優奈
- 小山綾菜
- 井澤天音
- 永澤詩音
- 浦山絢妃

## マスコットキャラクター
チームマスコットは、アルテミスに従える雌のエゾシカの「ルナ」である。体は金色で、オスの角に憧れていているためアルテミスに角のティアラが送られてた。左利きで寒がり。背番号は88。名前は公募により決められ、最多応募の「ルナ」にそのまま決定した。アルテミスには月の女神の側面もあるため、それにちなまれた模様である。

## パートナー企業
| オフィシャルパートナー - 日本航空株式会社 - 標茶町農業協同組合（JAしべちゃ） - 市橋建設株式会社（HEPTA） - 株式会社EPARK | オフィシャルサプライヤー - スクアドラ（ユニフォーム・練習着・ジャージ提供） - 有限会社エアル・ファースト（オーダーメイドインソール提供） - エスプリクト株式会社（ECサイト共同運営・防寒着提供） |

 その他 
- サポートパートナー：株式会社スポーツフィールド[49]
- サポートパートナー：きっずぱーく（株式会社グローバル・コミュニケーションズ）[50]
- PRパートナー：PR TIMES[51]
- 第一次産業活性化：日本政策金融公庫帯広支店農林水産事業[52]